# Våglinjelövmätare
Våglinjelövmätare (Idaea straminata) är en fjärilsart som beskrevs av Moritz Balthasar Borkhausen 1794. Våglinjelövmätare ingår i släktet Idaea och familjen mätare, Geometridae. Arten är reproducerande i Sverige. Två underarter finns listade i Catalogue of Life, Idaea straminata minuta Heydemann, 1934 och Idaea straminata sibirica Djakonov, 1926.

## Bildgalleri

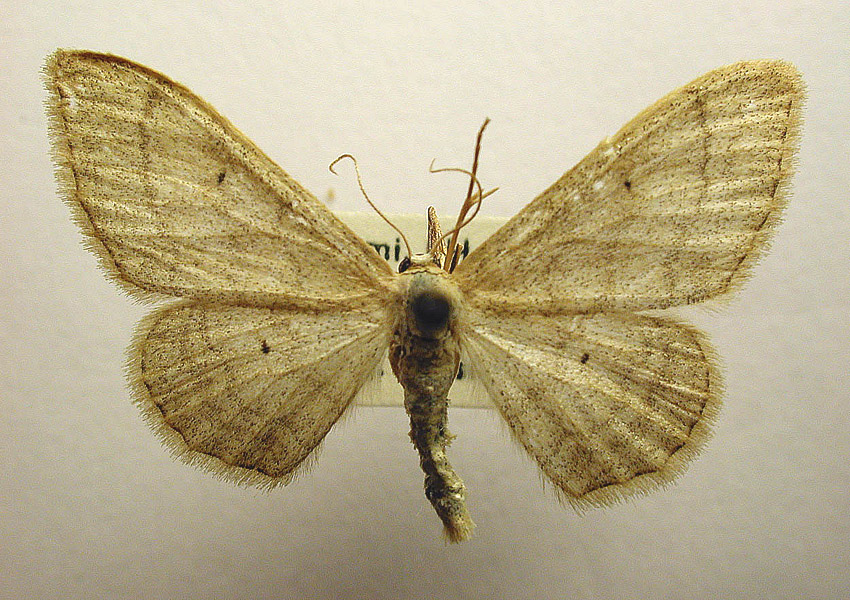
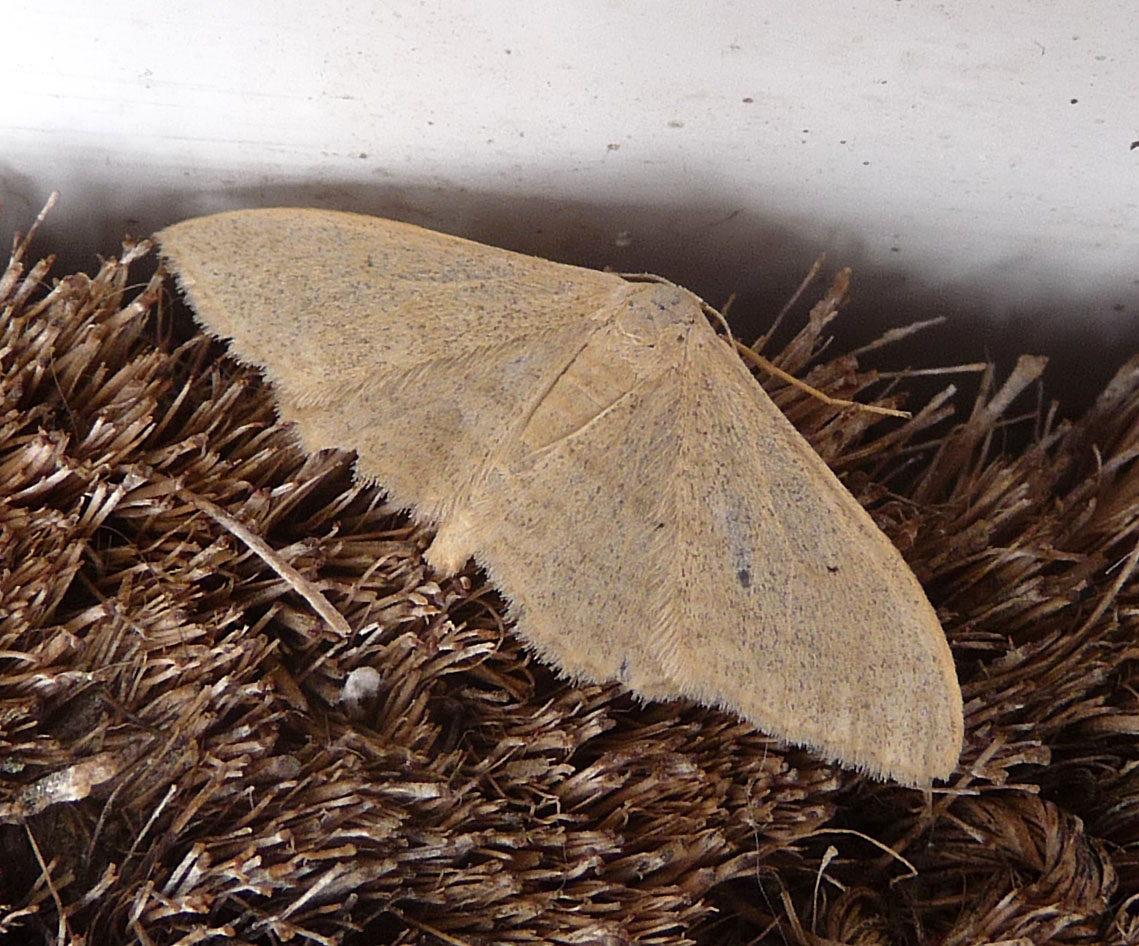